# Nottingham John Player 1973
Il Nottingham John Player 1973 è stato un torneo di tennis giocato sull'erba. È stata la 6ª edizione del Nottingham John Player che fa parte del Commercial Union Assurance Grand Prix 1973 e del Women's International Grand Prix 1973. Si è giocato a Nottingham in Gran Bretagna dall'11 al 17 giugno 1973.

## Campioni

### Singolare maschile
Erik Van Dillen ha battuto in finale  Frew Donald McMillan con il punteggio di 3–6 6–1 6–1

### Doppio maschile
Tom Gorman /  Erik Van Dillen hanno battuto in finale  Bob Carmichael /  Frew Donald McMillan 9–7, 6–3

### Singolare femminile
Billie Jean King ha battuto in finale  Virginia Wade 8–6, 6–4

### Doppio femminile
Rosemary Casals /  Billie Jean King hanno battuto in finale  Chris Evert /  Betty Stöve con il punteggio di 6–2, 9–7